# Valence-d'Agen
Valence-d'Agen è un comune francese di 5 286 abitanti situato nel dipartimento del Tarn e Garonna nella regione dell'Occitania.

## Storia
Edificata nel XIII secolo viene segnalata per i suoi tre lavatoi, i suoi mercati coperti, le sue colombaie e il porto, da apprezzare passeggiando  lungo Il Canal des Deux Mers.

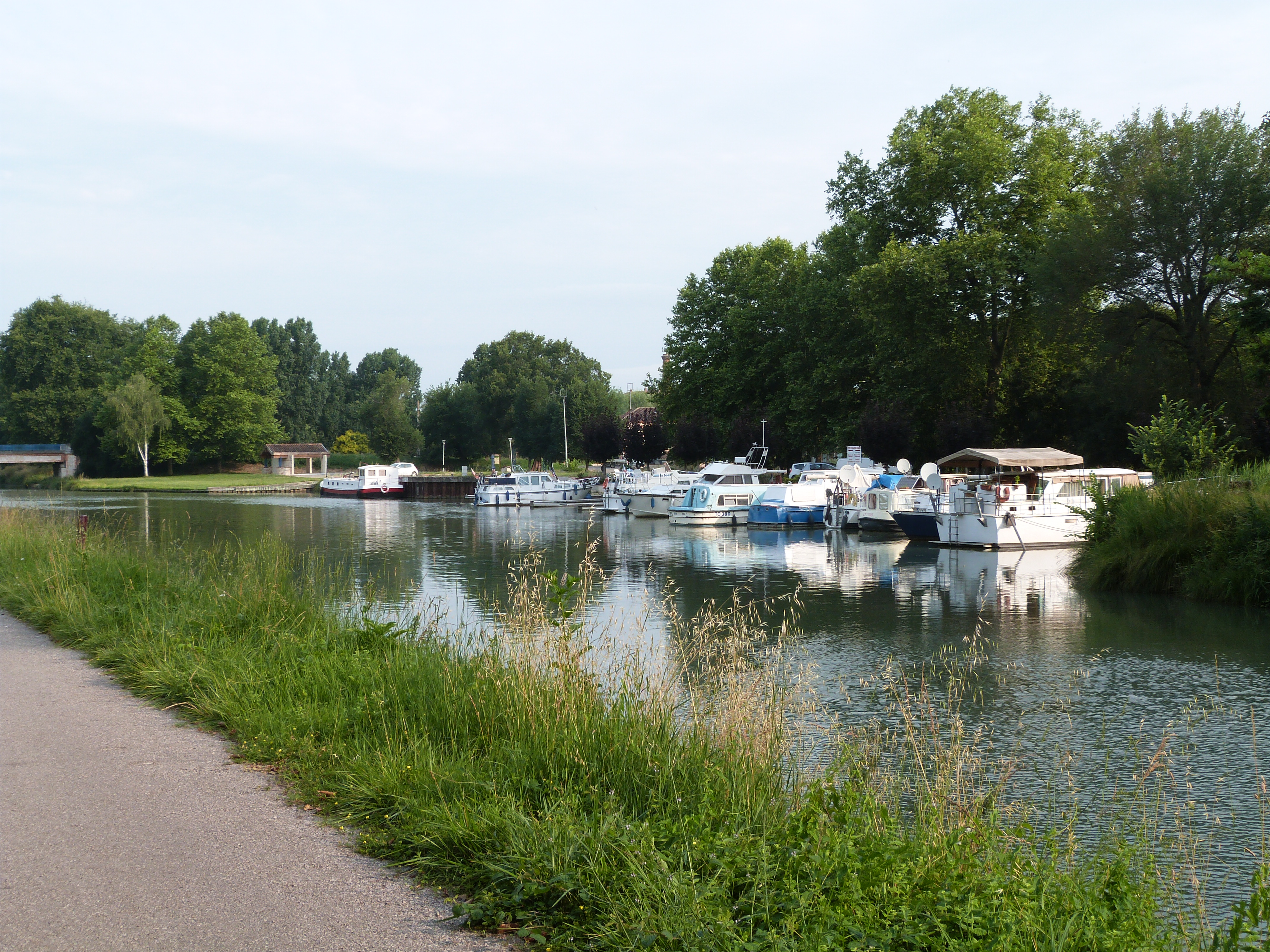
Il porto di Valence-d'Agen

## Società

### Evoluzione demografica
Abitanti censiti